# Dell, Inc.
Dell, Inc este o companie multinațională cu sediul în Round Rock, Texas, care dezvoltă, produce, vinde, și oferă suport pentru calculatoare personale și a alte produse legate de calculator. În anul 2008, Dell avea peste 88.000 de muncitori din întreaga lume.
Dell s-a dezvoltat pe parcursul anilor 1980 și 1990 pentru a deveni (pentru o perioadă de timp) cel mai mare vânzător de PC-uri și servere. În 2008, aceasta s-a plasat pe al doilea loc în vânzarea tehnicii de calcul. În prezent, compania vinde calculatoare personale, servere, dispozitive de stocare de date, switch-uri de rețea, software, periferice calculator și televizoare.

## Istoria companiei
În timp ce era student la Universitatea din Texas la Austin în 1984, Michael Dell a fondat compania PC's Limited cu capitalul inițial de 1.000$. La început compania asambla calculatoare IBM compatibile compuse din componente standard. Michael Dell a început activitatea cu convingerea că vânzarea calculatoarelor direct consumatorului va oferi companiei PC's Limited oportunitatea de a înțelege mai bine necesitățile clienților săi, cu scopul de a oferi soluții noi. Michael Dell a abandonat școala, pentru ca apoi să își dedice tot timpul liber pentru activitatea companiei, primind de la familia sa o subvenție în sumă de 300.000 de USD.

## Produse

#### Scopuri și mărci comerciale
- Clasa Business și corporativă: include OptiPlex, Latitude și Precision
- OptiPlex - sisteme desktop pentru oficiu
- Vostro - sisteme desktop/laptop pentru oficiu și business mijlociu
- n Series - calculatore desktop și laptopuri distribuite cu sisteme de operare Linux sau FreeDos
- Latitude - laptopuri
- Precision - Stații de lucru și laptopuri cu performanță sporită (Unele dintre ele vin cu sistemul de operare Linux.)
- PowerEdge - Servere clasa business
- PowerVault - dispozitive de stocare directă
- PowerConnect - comutatoare de rețea
- Dell/EMC - storage area networks (SANs)
- EqualLogic - iSCSI SANs clase enterprise

## Dell în România
În anul 2008, vânzările de calculatoare ale partenerilor Dell în România au ajuns la 100.846 de unități, în creștere cu 19,5% față de anul anterior.
Din acestea, 69.128 au fost laptopuri, iar 2.797 au fost servere.